# The Great Bear
The Great Bear é uma arte produzida por Simon Patterson, em 1992.